# グナエウス・セルウィリウス・カエピオ (紀元前169年の執政官)
グナエウス・セルウィリウス・カエピオ（Gnaeus Servilius Caepio、生没年不詳）は、紀元前2世紀初頭の共和政ローマの政治家・軍人。紀元前169年に執政官（コンスル）を務めた。

## 出自
カエピオはパトリキ（貴族）系であるセルウィリウス氏族の出身である。セルウィリウス氏族はアルバ・ロンガからローマに移住した六氏族の一つとされている。紀元前495年のプブリウス・セルウィリウス・プリスクス・ストルクトゥス以来、多くの執政官を輩出してきた。カエピオのコグノーメン（第三名、家族名）を名乗ったのは、紀元前253年の執政官グナエウス・セルウィリウス・カエピオが最初である。その息子または孫が紀元前203年の執政官グナエウス・セルウィリウス・カエピオで、本記事のカエピオの父である。

## 経歴
カエピオが最初に資料に登場するのは、紀元前179年にアエディリス・クルリス（上級按察官）を務めたときである。同僚はアッピウス・クラウディウス・ケントであったが、不吉な前兆のためルディの競技会を繰り返すことを余儀なくされた。紀元前174年、カエピオはプラエトル（法務官）に就任し、ヒスパニア・ウルテリオル属州の総督となった。この年は彼の父が死去した年でもあった。カエピオは翌年も前法務官としてヒスパニア・ウルテリオルに滞在した。
紀元前172年、カエピオはマケドニア王ペルセウスに派遣された使節団の一員となった（他の使節は按察官時代の同僚のケントとティトゥス・アンニウス・ルスクスであった）。使節団はペルセウスの条約違反を非難し、「不平不満の解消」を要求したが、ペルセウスはこれを拒絶した。このためマケドニアとの友好提携の解消を宣言した。ローマに戻った使節団は元老院にペルセウスが戦争の準備をしていることを伝えた。その結果、新たな戦争が避けられなくなり、マケドニア王国の滅亡につながった。しかし、歴史学者の中には、この使節団についての話は年代記編者の作り話であるという意見を持つものもいる。
紀元前169年、カエピオは執政官に就任する。同僚執政官はプレブス（平民）のクィントゥス・マルキウス・ピリップスでピリップスは二度目の執政官であった。くじ引きによって、カエピオはイタリアとガリア・キサルピナ属州を担当することとなった。しかし法務官のマルクス・クラウディウス・マルケッルスとガイウス・スルピキウス・ガッルスは、両執政官を徴兵時の不正で訴え、元老院の代理として彼ら自身が新しい軍団を指揮することとなった。年末にカエピオはローマに戻り、選挙を監督し3人の使節をマケドニアに送り出した。その後ガリアに戻り、プロコンスル（前執政官）の権限をもってこの地を統治した。

## 子孫
カエピオには3人の息子がいたが、この3人は連続して執政官となった。これはローマ史上前例のないことである。長男はファビウス・マキシムス家に養子に入り（養父はクィントゥス・ファビウス・マクシムスの孫と思われる）クィントゥス・ファビウス・マクシムス・セルウィリアヌスと名乗った。このセルウィリアヌスは紀元前142年に執政官となった。続いて、紀元前141年にはグナエウス・セルウィリウス・カエピオが、そして紀元前140年にはクィントゥス・セルウィリウス・カエピオが執政官となった。クィントゥスはルシタニア反乱の指導者であるウィリアトゥスを倒したことで有名である。その子供が紀元前106年の執政官クィントゥス・セルウィリウス・カエピオで、そのひ孫がカエサルを暗殺したマルクス・ユニウス・ブルトゥスである。

## 参考資料

### 古代の資料
- カピトリヌスのファスティ
- ティトゥス・リウィウス『ローマ建国史』

### 研究書
- Bedian E. Tsepion and Norban (notes on the decade of 100–90 BC) // Studia Historica. - 2010. - number X . - S. 162-207 .
- Broughton R. Magistrates of the Roman Republic. - New York, 1951. - Vol. I. - P. 600.
- Geiger J. The Last Servilii Caepiones of the Republic // Ancient Society. - 1973. - No. IV . - S. 143-156 .
- Münzer F. Fabius 115 // Paulys Realencyclopädie der classischen Altertumswissenschaft . - 1909. - Bd. VI, 2. - S. 1811-1814.
- Münzer F. Servilius 44 // Paulys Realencyclopädie der classischen Altertumswissenschaft . - 1923. - Bd. II A, 2. - S. 1780.
- Münzer F. Servilius 45 // Paulys Realencyclopädie der classischen Altertumswissenschaft . - 1923. - Bd. II A, 2. - S. 1780-1781.